# Министерство доходов и сборов Украины
Министе́рство дохо́дов и сбо́ров Украи́ны — бывший орган исполнительной власти, существовавший в 2012 — 2014 годах.
Создан на основании Указа Президента Украины 24 декабря 2012 путём реорганизации Государственной таможенной службы Украины и Государственной налоговой службы Украины в единый орган. Упразднён 1 марта 2014 года.
Объединяло функции таможни Украины и налогового органа Украины.

## Деятельность
На протяжении своего существования Миндоходов Украины являлся главным органом в системе центральных органов исполнительной власти по вопросам:
- обеспечения формирования единой государственной налоговой, государственной таможенной политики по части администрирования налогов и сборов, таможенных платежей и реализации единой государственной налоговой, государственной таможенной политики;
- обеспечения формирования и реализации государственной политики по администрированию единого взноса на общеобязательное государственное социальное страхование (далее – единый взнос);
- обеспечения формирования и реализации государственной политики в сфере борьбы с правонарушениями при применении налогового и таможенного законодательства, а также законодательства по уплате единого взноса.

Министерство стало правопреемником Государственной налоговой службы Украины и Государственной таможенной служба Украины.
В составе министерства и его территориальных органов создавалось и действуют подразделения налоговой милиции.
После объединения служб у Министерство доходов и сборов Европейская бизнес ассоциация (ЕБА) ещё больше снизила налоговый индекс. Соответственно с результатами третьей волны опроса ЕБА, в IV квартале 2012 года — I квартале 2013-го общий показатель составлял 2,32 балла за пятибалльной шкалой. Больше всего на понижение рейтинга повлияло усиление фискального давления. Это вызвало значительные трудности в деятельности 30% респондентов.
1 марта 2014 Министерство доходов и сборов было ликвидировано решением Кабинета Министров. На базе министерства восстановлена Государственная налоговая и Государственная таможенная служба, которые подчиняются Министерству финансов.
Государственная фискальная служба на базе Миндоходов создана Постановлением КМУ от 21 мая 2014г. № 160.

## Руководство

### Приправительстве Азарова
- Министр доходов и сборов Украины — Клименко Олександр Викторович.
- Первый заместитель Министра доходов и сборов Украины — Дэрыволков Степан Дмитреевич.
- Заместитель Министра доходов и сборов Украины — Игнатов Андрей Петрович.
- Заместитель Министра доходов и сборов Украины, руководитель аппарата — Левицкий Виктор Сергеевич.

### Приправительстве Яценюка
- Первый заместитель Министра доходов и сборов Украины — Билоус Игорь Олегович.
- Заместители Министра доходов и сборов Украины — Науменко Виталий Петрович, Хоменко Владимир Петрович, Ноняк Михайло Васильович.

## Структура

### Центральный аппарат
- Департамент организационного сопровождения
- Департамент охраны государственной тайны, технической и криптографической защиты информации
- Департамент инфраструктуры
- Департамент персонала
- Департамент финансово-экономической работы и бухгалтерского учета
- Информационно-коммуникационный департамент
- Главное оперативное управление
- Главное управление внутренней безопасности
- Главное следственное управление финансовых расследований
- Департамент правовой работы
- Департамент обслуживания налогоплательщиков
- Департамент международных связей
- Департамент регулирования деятельности Министерства и его территориальных органов
- Департамент ведомственного контроля и внутреннего аудита
- Департамент налогообложения и контроля объектов и операций
- Департамент по борьбе с отмыванием доходов, полученных преступным путем
- Департамент доходов и сборов с физических лиц
- Департамент развития IT, электронных сервисов и учета плательщиков
- Департамент координации нормотворческой и методологической работы по вопросам налогообложения
- Координационно-мониторинговый департамент
- Департамент контроля за оборотом и налогообложением подакцизных товаров
- Департамент налогового и таможенного аудита
- Департамент стратегического управления и инноваций
- Департамент таможенного дела
- Департамент погашения задолженностей

### Дочерние юридические лица
В 2013 году утверждён классификатор органов доходов и сборов.
Таможни:
| Код         | Название                                    |
| ----------- | ------------------------------------------- |
| 10000 00 00 | Киевская межрегиональная таможня Миндоходов |
| 10100 00 00 | Житомирская таможня Миндоходов              |
| 10200 00 00 | Черниговская таможня Миндоходов             |
| 11000 00 00 | Днепропетровская таможня Миндоходов         |
| 11200 00 00 | Запорожская таможня Миндоходов              |
| 12300 00 00 | Севастопольская таможня Миндоходов          |
| 12500 00 00 | Киевская таможня Миндоходов                 |
| 20400 00 00 | Ровенская таможня Миндоходов                |
| 20500 00 00 | Ягодинская таможня Миндоходов               |
| 20600 00 00 | Ивано-Франковская таможня Миндоходов        |
| 20900 00 00 | Львовская таможня Миндоходов                |
| 30500 00 00 | Чопская таможня Миндоходов                  |
| 40000 00 00 | Хмельницкая таможня Миндоходов              |
| 40100 00 00 | Винницкая таможня Миндоходов                |
| 40300 00 00 | Тернопольская таможня Миндоходов            |
| 40800 00 00 | Черновицкая таможня Миндоходов              |
| 50000 00 00 | Южная таможня Миндоходов                    |
| 50400 00 00 | Николаевская таможня Миндоходов             |
| 50800 00 00 | Херсонская таможня Миндоходов               |
| 60000 00 00 | Крымская таможня Миндоходов                 |
| 70000 00 00 | Восточная таможня Миндоходов                |
| 70200 00 00 | Луганская таможня Миндоходов                |
| 80500 00 00 | Сумская таможня Миндоходов                  |
| 80600 00 00 | Полтавская таможня Миндоходов               |
| 80700 00 00 | Харьковская таможня Миндоходов              |
| 90100 00 00 | Кировоградская таможня Миндоходов           |
| 90200 00 00 | Черкасская таможня Миндоходов               |

Специализированные департаменты и органы:
- Специализированная лаборатория по вопросам экспертизы и исследований Миндоходов, 14200 00 00
- Департамент специализированной подготовки и кинологического обеспечения Миндоходов, 15200 00 00